# Циркон (ракета)
3M22 «Циркон» — российская гиперзвуковая противокорабельная ракета, разрабатываемая «НПО машиностроения».
Принята на вооружение 4 января 2023 года.
Данной ракетой планируется заменить тяжёлую противокорабельную ракету П-700 «Гранит». Предполагается, что носителями ракеты станут ТАРКР проекта 1144 и АПЛ проекта 949А Антей.

## Описание
Принципиальным отличием данной ракеты является значительно бо́льшая (до М = 9) скорость полёта как по сравнению с другими российскими противокорабельными ракетами, так и с противокорабельными ракетами, стоящими на вооружении других стран. 20 февраля 2019 года президент РФ Владимир Путин в своём послании Федеральному собранию заявил, что новейшая российская гиперзвуковая ракета «Циркон» способна развивать скорость «около 9 Махов на дальность более 1000 км» и что «Циркон» может уничтожать как морские, так и наземные цели. Он также сообщил, что применение новой ракеты предусмотрено с кораблей и подводных лодок, уже произведённых или строящихся под ракетные комплексы «Калибр»).
Ракета совершает полёт на маршевом участке на высоте 30—40 км, где сопротивление воздуха невелико; такая высота полёта позволяет значительно увеличить дальность и скорость ракеты. Основной целью «Циркона» являются надводные корабли противника разных классов от фрегатов до авианосцев, а также его наземные военные объекты в радиусе поражения.
Скоростные характеристики «Циркона» (до 11 025 км/час) делают его трудным для перехвата и требующим большего быстродействия от существующих систем ПРО противника, что, впрочем, не делает перехват невозможным: современные системы ПРО (актуализация 2023 год), такие как THAAD, Хец-2 и Хец-3, SM-3, SM-6, GBI, PAAMS и SAMP/T (c ракетой Aster 30, развивающей скорость 4,5 М), Patriot PAC-3 могут перехватывать цели, летящие и с бо́льшими скоростями. Также следует учитывать, что максимальная скорость ракеты достигается на среднем участке полёта на максимальной высоте и при включенном двигателе. На терминальном участке полёта, из-за снижения, увеличения сопротивления воздуха, скорость падает, поэтому перехват ракеты на терминальном участке проще.
Согласно некоторым заявлениям, «Циркон» может запускаться с тех же пусковых установок УКСК, что и другие российские противокорабельные ракеты П-800 «Оникс» и «Калибр» (3М14/54). Однако при этом было заявлено что только шестая АПЛ пр.885 станет первым штатным носителем 3М22, то есть первые 5 лодок ими не будут. Это косвенно подтверждает необходимость модернизации ПУ 3С14 для пуска «Цирконов».
Возможные носители:
- Подтвержденно существующие:
  - Фрегаты проекта 22350, задокументирован пуск неизвестной ракеты, вероятно 3М22.[19][20]
- Предположительно существующие:
  - Наземный[21][22].
- Планируемые и проектируемые:
  - АПЛ проекта 885М «Ясень-М», с шестого корабля[18], заявлено об испытаних с борта одной из лодок, подтверждений пусков не зафиксировано[23];
  - атомные эсминцы проекта 23560 «Лидер»[24];
  - Крейсера проекта 1144 (в случае модернизации[2], для четвертого из них изначально планируемой на 2019—2022 годы вслед за «Адмиралом Нахимовым», до сих пор не начата ввиду продолжающейся модернизации «Нахимова»);
  - АПЛ 949АМ «Антей» (В случае доработки ПУ 3С14 под «Циркон»)[25];

## Испытания
В марте 2016 года «РИА Новости» сообщило о начале испытаний «Циркона» — со ссылкой на неназванного «высокопоставленного представителя военно-промышленного комплекса».
В феврале 2017 года «Интерфакс» со ссылкой на «источник, знакомый с ситуацией», сообщил о планирующихся на весну того года испытаниях «Циркона» с морского носителя. В апреле 2017 года российские СМИ сообщили об успешном испытании ракеты.
23 декабря 2018 года американское военно-политическое издание The National Interest в аналитической статье со ссылками на CNBC, ТАСС и подтверждение российскими СМИ сообщило, что Россия успешно испытала «Циркон» 10 декабря 2018 года. Кроме того, в статье говорилось о планируемых испытаниях с морских и подводных платформ. При этом американский телеканал CNBC подтвердил эту же новость ссылкой на двух неназванных экспертов разведки США.
В июле 2019 года эксперт Конгресса США Келли Сейлер описал ракету «Циркон» и ход её испытаний на страницах своего доклада, посвящённого гиперзвуковому оружию.
В январе 2020 года адмирал Николай Евменов заявил, что первым кораблём Военно-морского флота России, который вооружат ракетой «Циркон», станет один из фрегатов ВМФ РФ.
По сообщению ТАСС, первое испытание новой ракеты с морского носителя было осуществлено в январе 2020 года  — с борта фрегата «Адмирал Горшков» из акватории Баренцева моря по наземной цели на военном полигоне, на дальность более 500 км.
Mинистр обороны России Сергей Шойгу на заседании коллегии военного ведомства в конце февраля подтвердил, что на Северном флоте продолжаются испытания новейшего гиперзвукового оружия.
26 июля 2020 года Министерство обороны сообщило, что Россия успешно завершает испытания ракеты «Циркон».

Шестого октября из акватории Белого моря головной фрегат проекта 22350 «Адмирал Флота Советского Союза Горшков» впервые выполнил стрельбу ракетой «Циркон» по морской цели, находящейся в Баренцевом море. Ракета, по данным объективного контроля, прямым попаданием успешно поразила цель на расстоянии 450 километров. Скорость гиперзвуковой ракеты превысила 8 Махов.

По данным Минобороны, лётные испытания ракеты продолжатся. Комплексом «Циркон» планируется оснащать подлодки и надводные корабли ВМФ. Предполагается, что ракета «Циркон» будет иметь максимальную скорость 9 Махов (то есть до 10,7 тысяч километров в час) и дальность полёта более тысячи километров. По плану, на вооружение ракетный комплекс будет принят в 2020—21 годах.— 
7 октября 2020 года Министерство обороны опубликовало видео первого пуска ракеты с борта фрегата «Адмирал Горшков», совершённого 6 октября в 19:15 из акватории Белого моря.

Как доложил ранее президенту РФ Владимиру Путину начальник Генштаба ВС РФ Валерий Герасимов, с борта фрегата «Адмирал Горшков» 6 октября была выполнена стрельба ракетой «Циркон» на дальность 450 км. Корабль запустил ракету из Белого моря, морскую мишень боеприпас поразил в Баренцевом море. Максимальная скорость «Циркона» на испытаниях составила 8 скоростей звука, максимальная высота полёта — 28 км. — ТАСС, 9 октября 2020 года.
В ходе произведённого 6 октября пуска было заявлено, что «Циркон» впервые был испытан в полной комплектации, вместе со сверхточной головкой самонаведения и задействованием системы управления; ракета полностью выполнила свою полётную программу. «Циркон» преодолел 450 км за 4,5 минуты, маневрируя на пути к цели и достигнув скорости свыше 8 Махов.
Заявлено о успешном пуске «Циркона» 25 ноября 2020 года в Белом море с борта фрегата «Адмирал Горшков», поражена цель на расстоянии 450 км; в полёте, по заявлениям, «Циркон» разогнался до 8 Махов.
В конце мая 2021 года Владимир Путин заявил, что ракетная система находится на заключительной стадии госиспытаний. В августе 2021 года был подписан государственный контракт на поставку ракеты «Циркон».
4 октября 2021 года телеканал «Звезда» опубликовал видео запуска 3М22 «Циркон» с атомной подводной лодки (АПЛ) «Северодвинск» в Баренцевом море. 24 декабря 2021 года был проведён залповый пуск гиперзвуковой ракетной системы «Циркон», заявлен успешным. По заявлению, стрельба была произведена по условной морской цели в акватории Баренцева моря.
В январе 2022 года Государственная комиссия рекомендовала принять ракету на вооружение надводных кораблей Военно-морского флота России.
В мае 2022 года Министерство обороны РФ сообщило об успешном запуске ракеты с фрегата «Адмирал Горшков» по цели в Баренцевом море, расположенной на расстоянии в 1000 километров.

## Принятие на вооружение и развёртывание
19 февраля 2016 года сообщено о планах размещения гиперзвуковых противокорабельных ракет «Циркон» на российском тяжёлом атомном ракетном крейсере «Пётр Великий» после модернизации, которую тот должен пройти вслед за крейсером «Адмирал Нахимов», однако, ввиду туманного будущего первого такой вариант маловероятен
По словам главы комитета Совета Федерации по обороне и безопасности Виктора Бондарева, развёртывание ракеты «Циркон» запланировано в рамках новой государственной программы вооружения на 2018—2027 годы.
Планируется построить двенадцать фрегатов проекта 22350М (увеличенного водоизмещения), каждый из которых сможет нести до 48 крылатых ракет «Калибр», «Оникс» и «Циркон» (корабли проекта 22350 — до 16 крылатых ракет «Калибр», «Оникс». «Адмирал Григорович» также может нести, как минимум, одну ракету «Циркон», неизвестно дорабатывалась ли штатная ПУ корабля для её пусков).
20 августа 2022 года министр обороны России Сергей Шойгу заявил о начале серийного производства «Циркона» и фактическом принятии его на вооружение.
О том, что ракеты «Циркон» будут поставлены на вооружение ВМФ России на шестой АПЛ проекта 885М «Пермь» было заявлено в декабре 2021 года и подтверждено президентом Путиным 27 марта 2025 года, в день спуска на воду подлодки «Пермь».

## Боевое применение
Всего ракеты "Циркон" были применены два раза по целям на Украине:

### Первое применение — 7 февраля 2024 года
- Дата и время: утро 7 февраля 2024 года.
- Место падения обломков: один из пусков привёл к падению сильно фрагментированных обломков в Деснянском районе Киева, второй — в поле близ города Вишнёвое под Киевом. Обломки идентифицировали как части ракеты ЗМ‑22 «Циркон» спустя около пяти дней после удара.
- Разрушения: обломки повреждённых частей фонда инфраструктуры — например, линии электропередачи и трамвайные пути, но прямых попаданий по зданиям зафиксировано не было.
- Жертвы и пострадавшие: официально не зарегистрированы; погибших или пострадавших среди гражданских не подтверждено.

### Второе применение — 25 марта 2024 года
- Дата и время: утро 25 марта 2024 года, около 10:30 по местному времени.
- Ход событий: по данным источников, российские войска выпустили две ракеты ЗМ‑22 «Циркон» по целям в районе Киева. Заявления командования украинского ПВО о перехвате ракет над столицей подтверждающих доказательств не имеют.
- Падение обломков и разрушения: части обломков упали в Печерском, Соломенском и Днепровском районах. Среди повреждённых объектов: трёхэтажный жилой дом и спортзал школы в Печерском районе. Никаких разрушений крупных инфраструктурных объектов не зафиксировано.
- Жертвы и пострадавшие: повреждения получили как минимум 10 человек, двое из них госпитализированы, остальные получили помощь на месте. Смертельных случаев не подтверждено.

## Тактико-технические характеристики
Приблизительные тактико-технические характеристики:
- дальность: данные у разных источников разнятся — около 450 км[44], 600 км[62], больше 1000 км[63][64];
- длина: 8—9,5 м (на основании габаритов пусковой установки 3С14 и ракет, запускающихся также из неё (не отвечает требованиям доработки ПУ 3С14 для пуска ракеты))[30][65][66];
- скорость: до 8M на высотном участке[44][67];
- Вес боевой части: 300—400 кг.